# 조림 (동해정왕)
동해정왕 조림(東海定王 曹霖, ? ~ 249년? 250년?)은 중국 삼국 시대 조위의 황족이자 제후왕으로, 문제와 구소의(仇昭儀)의 아들이자 명제의 이복동생이다.

## 생애
황초(黃初) 3년(222년)에 하동왕(河東王)에 봉해졌고, 6년(225년)에는 봉국이 관도현(館陶縣)으로 옮겨졌다. 형 조예가 즉위하고서는 아버지가 남긴 뜻대로 총애를 받았으나, 성정이 추포하여 규방 내의 비첩들을 많이 죽였다. 태화(太和) 6년(231년)에 동해왕(東海王)으로 개봉받았고 가평(嘉平) 원년(249년) 혹은 2년(250년) 12월 27일 갑진일에 죽어 아들 조계(曹啓)가 뒤를 이었다. 다른 아들 조모(曹髦)는 고귀향공(高貴鄕公)이 되었다가, 조방이 폐위된 후 제위에 옹립되었다.

## 같이 보기
- 삼국지 인물 목록